# Хиченс, Роберт (писатель)
Роберт Смит Хиченс (англ. Robert Smythe Hichens; 14 ноября 1864, Спелдхёрст, графство Кент — 20 июля 1950, Цюрих) — английский писатель и журналист, музыкальный критик.

## Биография

### Ранние годы
Родился в Спелдхерсте в Кенте, в семье священника. Он был старшим сыном.
В молодости хотел стать музыкантом. Учился в Клифтон-колледже. Потом окончил Королевский колледж музыки. Он также учился в Лондонской школе журналистики.
В 1885 году (ему было семнадцать лет) он опубликовал первый роман «Секрет береговой охраны», не имевший успеха.

### Знакомство с окружением Уайльда
Хиченс был заядлым путешественником. Особенно его привлекал Египет, куда он впервые отправился в начале 1890-х годов из-за своего слабого здоровья. В дальнейшем он предпочитал жить вне Англии — большую часть жизни он провёл на континенте, в Швейцарии и на Ривьере.
Хиченс был гомосексуалистом, что позволило ему быстро стать своим в этом кругу. Это помогло ему, собрав факты о пристрастиях Уайльда, написать и анонимно напечатать роман «Зелёная гвоздика» (англ. The Green Carnation; русский перевод 2009), сатирически изображающий Уайлда (под именем Эсме Амаринт), Дугласа (под именем «Реджи») и всю их среду.
Роберт Хиченc задумал «Зелёную гвоздику» («The Green Carnation») в 1893 году, во время развлекательного путешествия на речном судне по Нилу в компании писателя Эдварда Ф. Бенсона, молодого Фрэнка Лоусона (его семье принадлежала газета «Дейли кроникл») и литератора Реджинальда Тернера, близкого друга Уайльда. Во время плавания молодые люди развлекались рассказами об Уайльде, которые Хиченс записывал и впоследствии использовал в своей книге. Там же он познакомился с лордом Альфредом Дугласом (Бози), который по возвращении в Англию представил его Оскару Уайлду. На протяжении примерно года Хиченс входил в окружение Уайлда.
Название сочинения — «Зелёная гвоздика» — связана с очередной эстетской выходкой Уайльда, который в феврале 1892 года вышел на сцену лондонского театра «Сент-Джеймс» после премьеры «Веера леди Уиндермир» с химически окрашенной зелёной гвоздикой в петлице. Такой же цветок надели и некоторые его друзья. Публика восприняла это как символ тайного (и, очевидно, гомосексуального) общества.
Роман имел скандальный успех, фигурировал на судебном процессе против Уайлда. По мнению современного критика,

«Зелёная гвоздика» — как раз потому, что это довольно слабое в художественном отношении произведение — предъявила уайльдовскую позицию в самом плоском и «подрывающем основы» виде, и даже та часть публики, которая раньше лишь забавлялась выходками взбалмошного эстета, почувствовала, что привычные ценности находятся под угрозой.

После суда над Уайльдом роман был запрещён. Однако Хиченc сделал себе имя на этой истории и смог начать успешную карьеру.

### Литературная карьера
Во второй половине 1890-х годов работал музыкальным критиком в журнале «London World», сменив на этой должности Бернарда Шоу, и выпускал по новому роману в год.
Первым большим успехом Хиченса стал роман «Человек с богатым воображением» (An Imaginative Man, 1895), в котором он эксплуатировал своё знание Египта. Сюжет романа — молодой человек в Каире сходит с ума после серии сексуальных приключений и в конце концов разбивает себе грудь о статую Великого Сфинкса. Роман имел коммерческий успех, после чего Хиченс написал ещё ряд романов в восточном стиле.
В дальнейшем он бросил критику и полностью перешёл на литературную работу — и в общей сложности опубликовал около 50 романов, многие из которых навеяны многочисленными путешествиями, в том числе по Северной Африке. Основные темы его романов — Восток, безумие, а также сатира на британцев и британский образ жизни.
Начиная с 1915 года не менее 15 из них были экранизированы. Особой популярностью в этом отношении пользовался роман «Сад Аллаха» (англ. The Garden of Allah; 1904, русский перевод 1914), поставленный трижды — в 1916, 1927 (режиссёр Рекс Ингрэм) и 1936 (Марлен Дитрих в главной роли) годах. Поздний роман Хиченса «Дело Парадайн» (англ. The Paradine Case; 1933) был экранизирован в 1947 году Альфредом Хичкоком.